# شيخة ريميتي
سعدية باضيف (8 مايو 1923 في سيدي بلعباس - 15 مايو 2006 في باريس) مغنية راي جزائرية، مشهورة باسمها الفني شيخة ريميتي.

## نشأتها
ولدت الشيخة ريميتي (سعدية باضيف) في 8 مايو 1923 في تسالة ولاية سيدي بلعباس بالجزائر، يرجع الجميع[من؟] اصل ونسب الشيخة الريميتي إلى مدينة غليزان منطقة «عمي موسى»،[بحاجة لمصدر] ولدت الشيخة الريمتي لعائلة جد فقيرة عانت الويلات من شر الإملاق كما طرقت عالم اليتم
في سن 15 انضمت إلى فرقة من الموسيقيين الجزائرية التقليدية وتعلمت الغناء والرقص. في عام 1943 انتقلت إلى غليزان وبدأت كتابة أغانيها الخاصة. وصفت أغانيها الحياة الصعبة التي يعاني منها الفقراء الجزائرية، مع التركيز على النضال اليومي من الملذات، والعيش بسبب الجنس أو الكحول، والحب والصداقة وواقع الحرب.
وحسب بعض الروايات ممن عايشوا الشيخة يحكى أنها هربت من منزلها وهي فتاة لم تبلغ العشريين تتلمذت على يد الشيخ النمس وهو مغني راي قديم عليها في عالم الفن بدأت مشوارها متنقلتا عبرملاهي وكبرهات العاصمة تغني الفن المحظور.
كانت تغني في حفلات الزفاف الريفية، وأعتبرغناؤها من الخام ويصلح أن تكون مسموعا وسط المجتمع المهذب. وكانت الريميتي واحدة من أولى المغنيات اللائي يغنين وسط المجتمع الرجالي لأن كلامها من العامية المفهومة المستساغة لدى العاميين،
حتى السبعينيات كانت مغنية المغتربين بامتياز إلا أنها عادت إلى الجزائر سنة 1971، حيث تعرضت لحادث مرور أليم، ألم بثلاثة من أفراد فرقتها لتبقى في الإنعاش لثلاثة أسابيع.
بعد أربع سنوات من الحادثة قصدت مكة للحج وتوقفت عن التدخين والشرب لكنها واصلت الغناء من دون أن تغير من نوعية ومواضيع أغانيها إلا أنها خففت من حدة مجونه.

## المغنية المحبوبة الممنوعة
الطبع الغنائي الذي كانت تغنيه الشيخة ريميتي هو طبع بدوي معروف بالراي الأصيل وأيضا بالڤصبة واداة الموسيقى الأساسية فيها هي الناي والقلوز في الجزائر المجتمع الحضري المتمدن يرفض سماع هذا النوع الغنائي في وسط عائلي أو رسمي لكنه لا يبالي به في الملاهي والكبرهات قد نقارن هذا الطابع في المجتمع المصري بالشعبي، وحيث كان الناس يسمعونها بعيدا عن بيوتهم أو سرا. ولا زال الغالب من أغانيها لا يمرر في وسائل الأعلام لأنة يعتبر من الفنون الماجنة. بدأت الشيخة ريميتي مسيرتها بالعمل مع المغنيين الجوالين قبل ستين عامًا حيث رافقتهم وهي صغيرة من مدينة لأخرى ومن ملهى لآخر، لم تكن تربح الكثير، في حقبة الاستعمار الفرنسي
مع الوقت تفرض وجودها بين فناني طبعها في ذلك الوقت، لم يرد لها أن تمثل أحد أوجه الثقافة الجزائرية رغم شعبيتها ضلت تواصل فنها في الملاهي الليلية وسط معجبيها وجمهورها، وفي الاحتفالات والوعدات خارج المدن في المناطق الريفية، هاجرت لفرنسا وأصبحت فيما بعد مغنية المهاجرين في فرنسا وبلاد المهجر ككل.
منع المسؤولون بث أغانيها في الإذاعة بعد استقلال الجزائر، ولم تتلقى ولا دعوة واحدة في التلفزيون الجزائري حتى مماتها غير أن أغانيها كانت تبث على أفواه كوميديين في برنامج الفكاهة المشهور الفهامة وذلك كنوع من الترويج للبرنامج ولقد نجحت أغانيها في الترويج فعلا للبرنامج كما يستعمل التلفزيون الجزائري أحيانا مقاطع موسيقية في البرامج وذلك يعتبر اعترافا ضمنيا بفنها. هاجرت إلى فرنسا في السبعينيات، لكنها حافظت موسيقاها وفنها وكانت تعود سنويًا لفتراتٍ طويلةٍ إلى الجزائر.

## راي الريميتي
مما نستنتجه في أغنيات الريميتي بكلماتها من دون حدود وصوتها القوي الناصح وايقاع موسيقتها اللامعتاد الجرئ، يرمي بالحشمة جانبًا، ويكسر التصورات النمطية، يعطيك تصورا لامرأة عربية جريئة لا صامته، متحررة لا محافظة، في المحتوى النصي لغنائها لا يدعو للتمرد لكنه يحكي قصصا واقعية، وأشياء واقعة في المجتمع، وفن الراى هو الفن الوحيد الذي يعبر عن الرأي الشخصي، والريميتي أجادت فبرعت وتميزت ولا نجد امرأتا تماثلها بهذا القدر.
استعار الكثير من فناني الراي اغانيها رجالا ونساء، رغم كبر سنها ضلت في الريادة وتنافس الشبان والشابات من المغنيين في فن الراي بتجديدها الباهر والفريد. في التسعينيات: مع روبرت فريب Robert Fripp ومع عازف الباص في فرقة رد هوت تشيلي بيبرز Red Hot Chili Peppers، حيث زاوجت في اسطوانتها الأخيرة «أنت قدامي» آلات موسيقية بدوية مثل الناي والربابة مع الموسيقى الالكترونية. تقول الريميتي في فناني الراي: «لقد استفادوا مني لنشر موسيقى الراي، لكن موسيقاهم ليست أصيلة. قلت لنفسي، لأنكم تستغلونني سوف أرد عليكم بأسلحتكم، بالموسيقى الأمريكية. وهكذا تخطيتهم بأميال».

## أصل كنيتها
دعيت ريميتي بهذا اللقب عندما وزعت المشروبات على المعجبين بها في أحد الحانات حيث طلبت من النادلة أن تقوم بذلك قائلةً لها: «remettez»، أي دورة أخرى، وتحولت مع الوقت إلى ريميتي بالعامية الجزائرية العربية.

## ألبوماتها
الريميتي لديها في رصيدها أكثر من 400 ألبوم كاسيت،300 ديسك 45،55 ديسك 78 دون حساب الأقراص المضغوطة آخرها كان في 1999 وأول ديسك 45 سجلته كان في 1936 لدى شركة پاتي ماركوني وهذه قائمة جزئية لألبوماتها الفنية
- 1954 : شرك ڤطع
- 1994 : سيدي منصور
- 1996 : غير البارود
- 1996 : شيخة
- 2000 : تراب ميوزيك
- 2000 : نوار
- 2001 : نجمة الراي
- 2001 : جولة أوربية 2000
- 2001 : سلام مغرب
- 2005 : أنت ڤدامي

## وفاتها
توفيت في 15 مايو 2006 في الدائرة الثامنة عشرة في باريس كما أنها واصلت الغناء حتى قبل يومين من وفاتها في حفل حضره 4500 شخص في ضواحي باريس، سعت طوال حياتها للحصول على التقدير الذي لم تحظ به حتى بعد مماتها، إذ لم تنشر الصحافة الجزائرية الرسمية سوى خبرًا قصيرًا ينوه لوفاتها. (غير أن هناك جريدة واحدة خصصت صفحتين لنعيها والمرور بأعمالها)

## روابط خارجية
- شيخة ريميتي على موقع IMDb (الإنجليزية)
- شيخة ريميتي على موقع ميوزك برينز (الإنجليزية)
- شيخة ريميتي على موقع أول ميوزيك (الإنجليزية)
- شيخة ريميتي على موقع ديسكوغز (الإنجليزية)
- شيخة ريميتي على موقع قاعدة بيانات الفيلم (الإنجليزية)
- شيخة ريميتي على موقع كينوبويسك (الروسية)